# Ристо Раткович (награда)
Наградата „Ристо Раткович“ (на хърватски: Награда „Ристо Ратковић”) е черногорска литературна награда за най-добра поетична книга на млади поети до 27 години от Черна гора, Сърбия, Босна и Херцеговина и Хърватия.
Наградата е учредена от Организационния комитет на поетичната проява „Радковични поетични вечери“ в Биело поле. Тя се присъжда от 1973 г. Наградата се състои от плакет и парична сума, а връчването се организира като част от събитието. В оценяването на поетичните книги не могат да участват подборни книги и повторни издания. Наградата е най-голямото черногорско признание за поезия.

## Носители на наградата
Носители на наградата са:
- 1973 Любислав Миличевич
- 1974 Йеврем Бркович
- 1975 Душан Костич
- 1976 Сретен Перович
- 1977 Мило Крал
- 1978 Радойца Бошкович
- 1979 Добросав Смилянич
- 1980 Драгомир Брайкович
- 1981 Гойко Дапчевич
- 1982 Драголюб Йеронич
- 1983 Исо Калач
- 1984 Ранко Йовович и Вукман Оташевич
- 1985 не се присъжда
- 1986 Тодор Дутина
- 1987 Слободан Костич
- 1988 Радован Павловски
- 1989 Любица Милетич
- 1990 Ранко Сладоевич
- 1991 Исмет Реброня – отказва да приеме наградата
- 1992 Александър Секулич
- 1993 Радован Караджич
- 1994 Илия Лакушич
- 1995 Бечир Вукович
- 1996 Благое Бакович и Драган Копривица
- 1997 Джорджо Сладоже
- 1998 Павле Попович
- 1999 Тодор Живалевич Велички и Милован Витезович
- 2000 Тиодор Росич
- 2001 Джордже Николич
- 2002 Александър Бечанович
- 2003 Богич Ракочевич и Драган Йованович Данилов
- 2004 Младен Ломпар
- 2005 Душко Новакович и Милорад Попович
- 2006 Борислав Йованович
- 2007 Владимир Джуришич
- 2008 Марко Вешович – отказва да приеме наградата
- 2009 Павле Горанович
- 2010 Ивица Пртеняча
- 2011 Любета Лабович
- 2012 Миле Стоич
- 2013 Ален Бешич
- 2014 Фарук Шехич и Деян Алексич
- 2015 Ибрахим Хаджич
- 2016 Лана Деркач и Татяна Биелич
- 2017 Таня Крагуевич и Балша Бркович
- 2018 Марко Погачар
- 2019 Таня Ступар Трифунович
- 2020 Оля Савичевич и Саладин Дино Бурджович
- 2021 Неджад Ибрахимович
- 2022 Велибор Чолич
- 2023 Мая Солар